# کابسن د پیسوئرگا
کابسن د پیسوئرگا (به اسپانیایی: Cabezón de Pisuerga) یک شهرستان در اسپانیا است که در استان وایادولید واقع شده‌است.